# 4724 Brocken
A 4724 Brocken (ideiglenes jelöléssel 1961 BC) a Naprendszer kisbolygóövében található aszteroida. Cuno Hoffmeister, J. Schubart fedezte fel 1961. január 18-án.